# گودلر
گودلر یک روستا در ایران است که در دهستان پیله رود واقع شده‌است. گودلر ۲۷ نفر جمعیت دارد.